# مارکو کن
مارکو کن (به انگلیسی: Marko Kon) (زاده ۲۰ آوریل ۱۹۷۲) خواننده صربستانی است.
او نماینده صربستان در مسابقه آواز یوروویژن ۲۰۰۹ بود .